# Hyllie församling (före 1908)
Hyllie församling var en församling i Lunds stift i Malmö kommun i Skåne län. Församlingen uppgick 1 maj 1908 i Limhamns församling

## Administrativ historik
Församlingen har medeltida ursprung. 25 april 1902 utbröts Limhamns församling. 1 maj 1908 införlivades Hyllie församling i Limhamns kommun. 
Församlingen utgjorde ett eget pastorat mellan 1545 och 1552 samt mellan 3 mars 1599 och 4 maj 1605, däremellan, före och till 1 maj 1832 annexförsamling i pastoratet Bunkeflo och Hyllie. Från 1 maj 1832 till 1 maj 1862 annexförsamling i Sankt Petri, Bunkeflo och Hyllie. Från 1 maj 1862 till 1 maj 1908 annexförsamling i pastoratet Bunkeflo och Hyllie som från 25 april 1902 även omfattade Limhamns församling.

## Kyrkor
- Hyllie kyrka